# Ricciaceae
Ricciaceae je biljna porodica u redu jetrenjarnica.

## Rodovi
Postoje 3 roda sa 254 priznate vrste:
1. Riccia L.
2. Ricciocarpos Corda
3. Ricciopsis B. Lundbl.†